# Cucho
Cucho (en euskera Kutxu) es una localidad del municipio burgalés de Condado de Treviño, en la Comunidad Autónoma de Castilla y León (España). 
La iglesia está dedicada a La Invención de La Santa Cruz.

## Localidades limítrofes
Confina con las siguientes localidades:
- Al noreste con Busto de Treviño.
- Al este con Treviño.
- Al sur con Araico.
- Al sureste con Muergas.
- Al oeste con Añastro.

## Demografía
Evolución de la población
| Gráfica de evolución demográfica de Cucho entre 2000 y 2017        |
|                                                                    |
| Población de derecho (2000-2017) según el padrón municipal del INE |

## Historia
Así se describe a Cucho en el tomo VII del Diccionario geográfico-estadístico-histórico de España y sus posesiones de Ultramar, obra impulsada por Pascual Madoz a mediados del siglo XIX:

Aldea en la provincia, audiencia territorial y capitanía general de Burgos (16 leguas), partido judicial de Miranda de Ebro (2 ½), diócesis de Calahorra (18), ayuntamiento de Treviño. Situada en una deliciosa llanura cerca del río Ayuda; la combaten comúnmente los vientos del N, y goza de clima bastante sano. Tiene 9 casas, una iglesia parroquial (Santa Cruz), servida por un cura párroco, una ermita a 200 pasos del pueblo titulada Nuestra Señora del Campo, y varias fuentes en el término, de muy exquisitas aguas; entre las cuales se encuentra una mineral que según opinión de algunos químicos, es superior a todas las descubiertas hasta el día en las provincias Vascongadas y Navarra, por lo cual es sensible se halle sin beneficiar. Confina N Busto; E Araico; S Añastro, y O Trebiño. El terreno es llano y pedregoso, fertilizándolo el mencionado río Ayuda, que nace en los montes de Izarra, y se reúne al Zadorra poco antes de su confluencia con el Ebro. Por su jurisdicción pasa el camino que dirige de Treviño a Miranda de Ebro; y el correo lo recibe por medio del valijero de aquella villa. Producciones: trigo, cebada, legumbres, nueces, cerezas y algunas manzanas; ganado vacuno y mular; caza de perdices y pesca de truchas muy sabrosas, barbos y loinas. La industria se reduce a la agricultura y a dos molinos harineros. Población: 9 vecinos, 34 almas. Capital productivo: 20.000 reales. Imponible: 1.150.
Diccionario geográfico-estadístico-histórico de España y sus posesiones de Ultramar